# Halvar
Mansnamnet Halvar är, liksom formen Halvard ett gammalt nordiskt namn som är sammansatt av ord som betyder 'häll' och 'väktare'. Möjligtvis kan det tolkas om 'herresätets väktare'. En variant som används i Norge är Halvor.
Namnet är tidigast belagt år 1417 i Malung vid ting den 8 december. Det har aldrig varit särskilt vanligt.
31 december 2014 fanns det totalt 622 personer i Sverige med namnet, varav 76 med det som tilltalsnamn.
År 2003 fick 4 pojkar namnet, men ingen fick det som tilltalsnamn.
Namnsdag i Sverige: 14 maj, (1993–2000: 1 april). I den finlandssvenska namnsdagslängden har Halvar namnsdag 6 juli sedan starten 1929, då en egen namnsdagskalender togs i bruk för finlandssvenskar.

## Personer med namnet Halvar/Halvor
- Halvar Björk, skådespelare
- Halvar Sundberg, professor i statsrätt, finansborgarråd
- Halvor Floden, norsk barnboksförfattare